# Chiton magnificus
Chiton magnificus är en blötdjursart som beskrevs av Gérard Paul Deshayes 1827. Chiton magnificus ingår i släktet Chiton och familjen Chitonidae. Inga underarter finns listade i Catalogue of Life.